# Stazione di Nonoichi (JR West)
La stazione di Nonoichi (野々市駅?, Nonoichi-eki) è una stazione ferroviaria della città omonima, nella prefettura di Ishikawa in Giappone, e serve la linea principale Hokuriku della JR West.

## Linee
JR West
■ Linea principale Hokuriku

## Struttura
La fermata è dotata di due marciapiedi laterali, con due binari passanti, e si trova sotto il viadotto del costruendo Hokuriku Shinkansen. La stazione possiede due diverse uscite, nord e sud, in base al binario di utilizzo.
| 1 | ■ Linea principale Hokuriku | per Komatsu, Fukui e Tsuruga |
| 2 | ■ Linea principale Hokuriku | per Kanazawa e Toyama        |

## Stazioni adiacenti
| 《                        | Servizio                  | 》                        |
| Linea principale Hokuriku | Linea principale Hokuriku | Linea principale Hokuriku |
| ------------------------- | ------------------------- | ------------------------- |
| Mattō                     | Locale                    | Nishi-Kanazawa            |